# Eliza Ashton
Eliza Ann Ashton (nascida Pugh;16 de julho de 1851) (15 de julho de 1900) foi uma jornalista e reformista social australiana, natural da Inglaterra. Ela escreveu para The Sydney Morning Herald e The Daily Telegraph em Sydney sob os pseudônimos Faustine e Sra. Julian Ashton. Ela foi um dos membros fundadores da Liga pelo Sufrágio Feminino de Nova Gales do Sul.

## Vida pregressa
Eliza Ann Pugh nasceu em Stoke Newington, Inglaterra, em 1851 ou 1852. Seu pai era gerente na JS Morgan & Co., um banco mercante. Ela frequentou uma faculdade para garotas no norte de Londres, seguida por um internato na França. Ela se casou com o artista Julian Ashton em 1º de agosto de 1876 e mudou-se com ele para a Austrália em 1878.

## Carreira
Ashton foi jornalista, escritora e crítica literário para o The Sydney Morning Herald e o The Daily Telegraph de Sydney. Ela também escreveu um artigo sobre a educação de garotas na Centennial Magazine.
Sob o pseudônimo de Faustine, ela escreveu principalmente comentários sociais, enquanto sob o nome de Sra. Julian Ashton ela era conhecida como uma crítica literária com uma análise perspicaz. Ela foi descrita por um escritor da revista Table Talk como uma filósofa prática, sem nenhuma simpatia pelo puramente sentimental.
Ashton foi ativa no reformismo social, atuando como membro do comitê da Sociedade Literárias das Mulheres em Sydney, e sendo um dos membros fundadores da Liga pelo Sufrágio Feminino de Nova Gales do Sul.
Durante uma reunião da Liga, em 11 de novembro de 1891, ela apresentou um documento pedindo mudanças radicais nas leis do casamento. Uma das propostas relatadas era a exigência onde ambas as partes deveriam renovar seus votos de casamento a cada ano; se uma das partes se recusasse, eles teriam um divórcio automático. A notícia da proposta gerou uma onda de críticas na imprensa e acusações de que Ashton estava tentando promover conceitos de "amor livre", "concubinato" e prostituição. Uma de suas críticas foi Lady Jersey, esposa do governador de Nova Gales do Sul. Lady Jersey proibiu Ashton de realizar visitas à Casa do Governo, a residência oficial do governador (uma desvantagem significativa para seu papel como jornalista) e pediu que a Liga se distanciasse de Ashton. A Liga, representada por sua secretária Rose Scott, rapidamente se desassociou das visões de Ashton sobre o casamento, no entanto, Ashton permaneceu como membro da Liga.
As opiniões de Ashton foram defendidas por seu marido em uma carta de 16 de novembro, na qual ele expressou pesar e espanto pela incapacidade da sociedade de debater o assunto. Em 25 de novembro, uma carta de Ashton foi publicada no The Daily Telegraph e no The Sydney Morning Herald, na qual ela descreveu a resposta pública como uma "tempestade de abusos e interpretações errôneas". Ao mesmo tempo, ela publicou o texto completo de seu artigo e desafiou os leitores a identificar a posição que ela alegava defender.
Em 10 de abril de 1892, Ashton deu outra palestra sobre casamento, que foi resumida pelo Daily Telegraph e repetida no mesmo mês pelo The Kerang Times. Isso renovou as críticas de outras publicações, como o The Evening News. Em 26 de abril, escrevendo sob o nome de L. A. Ashton, ela relatou um debate subsequente sobre o assunto com Scott e Frank Cotton, um político do movimento trabalhista. Embora eles se opusessem aos seus pontos de vista, ela acolheu a oposição educada em vez da grosseria e anonimato que enfrentou dos outros.
Em 1899, Lady Jersey escreveu à esposa do novo governador, Lady Beauchamp, aconselhando-a que permitisse que Ashton pudesse voltar a visitar a Casa do Governo. Lady Jersey explicou que se sentiu forçada a se opor a tais opiniões expressas publicamente, mas nunca tinha ouvido nada negativo sobre o caráter pessoal de Ashton.
Apesar das críticas no início da década, Ashton permaneceu uma jornalista ativa até uma semana antes de sua morte, em 1900.

## Família
Ela teve cinco filhos com o marido.
- Julian Howard Ashton (9 de agosto de 1877 – 30 de abril de 1964), também artista e jornalista.
- Percival George Ashton (nascido em 1879). conhecido posteriormente como Capitão Percy Ashton.[20]
- Bertha Rossi Ashton (1882 – 6 de fevereiro de 1970), casou-se com William Charlton Hubble em julho de 1923.[21][22][i]
- Rupert Ashton (1885 – 4 de março de 1895)[23]
- Arthur Roy Ashton (1886 – 2 de outubro de 1917), morto em combate na Bélgica.[24]

## Morte
No dia 11 de julho de 1900, Ashton adoeceu com o que foi descrito como prostração nervosa, antes de ficar inconsciente no dia seguinte. Sua condição piorou e ela morreu em 15 de julho de hemorragia cerebral. Ela foi enterrada no cemitério de Waverley.